# Cyperus filifolius
Cyperus filifolius är en halvgräsart som beskrevs av Carl Ludwig von Willdenow och Carl Sigismund Kunth. Cyperus filifolius ingår i släktet papyrusar, och familjen halvgräs. Inga underarter finns listade i Catalogue of Life.